# Cheryl Barker
Cheryl Ruth Barker AO (Sydney, 22 aprile 1960) è un soprano australiano, che ha avuto una carriera internazionale attiva dalla fine degli anni '80. Ha cantato in diverse registrazioni di opere complete con la Chandos Records, inclusi i ruoli principali in Rusalka di Dvořák, Káťa Kabanová di Janáček e Madama Butterfly di Puccini, ed Emilia Marty in L'affare Makropulos di Janáček. Ha anche realizzato due registrazioni da solista di arie d'opera, una con la London Philharmonic Orchestra diretta da David Parry e l'altra con l'Orchestra Victoria e il direttore Richard Bonynge. Sul palcoscenico ha avuto collaborazioni con la English National Opera (ENO) e Opera Australia.

## Biografia
Cheryl Barker ha studiato con Dame Joan Hammond al Victorian College of the Arts e ha iniziato la sua carriera come membro del coro d'opera alla Victoria State Opera all'età di 19 anni. Ha fatto la sua prima apparizione da solista in quella sede come Blonde ne Il ratto dal serraglio di Mozart a 23 anni.
Nel 1984 la Barker si trasferì con suo marito, il baritono Peter Coleman-Wright, a Londra, in modo da poter assumere la sua nuova posizione come membro del coro al Glyndebourne Festival. Due settimane dopo il loro arrivo, Barker fece un provino e fu accettato come membro del coro dell'opera alla Welsh National Opera. Rimase lì per un anno e mezzo, sostituendo occasionalmente cantanti in difficoltà in parti più importanti e svolgendo occasionalmente il ruolo di comprimaria oltre a cantare nel coro.
Nel 1986 è stata insignita della Dame Mabel Brookes Fellowship ed è stata finalista al Metropolitan Opera National Council Auditions. Questi riconoscimenti l'hanno aiutata a lanciare una carriera da solista con compagnie d'opera minori alla fine degli anni '80. Ha interpretato i ruoli di Marzelline in Fidelio e Cherubino in Le nozze di Figaro con la Touring Opera inglese. Nel 1989 ha vinto la Royal Over-Seas League Competition a Londra. Il suo primo grande successo di critica arriva nel 1990 al suo debutto alla Sydney Opera House nel ruolo di Mimì ne La bohème di Puccini, con la sceneggiatura di Baz Luhrmann.

Dall'inizio degli anni '90 è stata interprete regolare in tutte le principali compagnie d'opera in Australia. Con la State Opera of South Australia ha cantato Blondchen e Mimì. Alla Victoria State Opera è apparsa come Antonia in I racconti di Hoffmann, la Prima dama in Il flauto magico e Mimì. Ha interpretato Tat'jana nell'Eugenio Onegin alla Lyric Opera of Queensland e Cio-Cio San in Madama Butterfly con la Auckland Opera. Con Opera Australia ha interpretato la Contessa Almaviva in Le nozze di Figaro, Cio-Cio San, Desdemona in Otello, Emilia Marty ne L'affare Makropulos, Lauretta in Gianni Schicchi, Marie/Mariette nella prima australiana, regia di Bruce Beresford, di Die tote Stadt, La marescialla in Il cavaliere della rosa, Marzelline in Fidelio, Nedda in Pagliacci e i ruoli principali in Arabella, Manon Lescaut, Salomè e Suor Angelica.

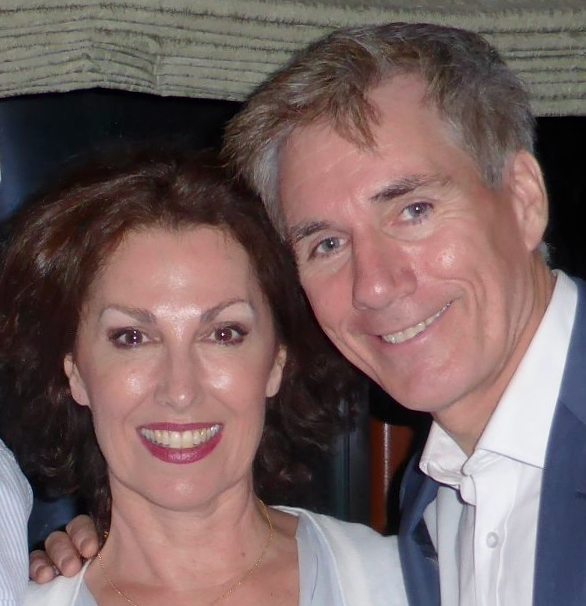
Barker and David Hobson, 2014

Nel 2011 la Barker ha cantato il ruolo principale nella produzione di Tosca dell'Opera Queensland, un ruolo che aveva già interpretato a Londra e Sydney. Dopo essersi ritirata da una produzione del 2010 di Tosca di Opera Australia, ha cantato questo ruolo per la seconda metà della produzione di Opera Australia nell'agosto 2013. Nello stesso anno ha ripreso il ruolo di Desdemona con Opera Queensland.
Le apparizioni di Barker con la English National Opera comprendono Donna Elvira in Don Giovanni, la Principessa straniera in Rusalka, L'istitutrice e Miss Jessel ne Il giro di vite, Oksana ne La notte prima di Natale, Musetta, Tosca e il ruolo della protagonista in Salomè di Richard Strauss.
Come artista ospite la Barker è apparsa alla De Nationale Opera (Cio-Cio San, Emilia Marty), alla Royal Opera, Londra (Jenifer in The Midsummer Marriage), alla Scottish Opera (Adina in L'elisir d'amore, Annio in La clemenza di Tito e Tat'jana), la Vlaamse Opera (Suor Angelica, Liù in Turandot) e la Welsh National Opera (Káťa Kabanová). Nel 2004 ha interpretato Sarah Miles nella prima mondiale di The End of the Affair di Jake Heggie alla Houston Grand Opera con suo marito Peter Coleman-Wright nel ruolo di marito e Teddy Tahu Rhodes come suo amante. Nel 2009 ha cantato Cio-Cio San per la sua prima apparizione con l'Opera di Parigi.
La crociera australiana inaugurale delle arti dello spettacolo sul Radiance of the Seas nel novembre 2014 comprendeva la Barker e, tra gli altri, David Hobson, Colin Lane, Teddy Tahu Rhodes, Simon Tedeschi, Elaine Paige, Marina Prior e Jonathon Welch. La Barker e Hobson hanno cantato "O soave fanciulla" da La bohème, la prima volta che cantavano insieme 24 anni dopo la produzione di Baz Luhrmann.
La prima australiana dell'opera Hamlet di Brett Dean all'Adelaide Festival 2018 ha presentato la Barker nel ruolo di Gertrude.

## Discografia
- 2001: Madama Butterfly (Puccini, cantata in inglese) Philharmonia Orchestra, Yves Abel; Chandos
- 2002: Persuasion & Seduction, Tasmanian Symphony Orchestra, Martin André; con Peter Coleman-Wright; ABC Classics
- 2003: Puccini Passion State Orchestra of Victoria, Richard Bonynge; Melba Recordings
- 2003: Quo Vadis (George Dyson), Royal Welsh College Chamber Choir, BBC National Chorus of Wales, Richard Hickox; con Jean Rigby, Philip Langridge, Roderick Williams; Chandos
- 2003: Madama Butterfly, De Nationale Opera, Orchestra Filarmonica dei Paesi Bassi, Edo de Waart; direzione di Robert Wilson; Kultur Video
- 2007: L'affare Makropulos (Janáček, cantata in inglese), English National Opera, Charles Mackerras; Chandos
- 2007: Káťa Kabanová (Janáček, cantata in inglese) Welsh National Opera, Carlo Rizzo; Chandos
- 2008: Rusalka (Dvořák, cantata in ceco) Live Australian Opera, Richard Hickox; con Bruce Martin, Anne-Marie Owens, Rosario La Spina; Chandos
- 2009: Great Operatic Arias, Vol. 21; Chandos
- 2011: Don John of Austria (Isaac Nathan) Live Sydney Symphony Orchestra, Alexander Briger; Deutsche Grammophon
- 2011: Pure Diva: Tribute to Joan Hammond; Melba Recordings

Inoltre la Barker è rappresentata in diversi album di compilation di opere, ad es. su alcune delle collezioni Classic 100 Countdown di ABC Classic FM.

## Vita privata
La Barker ha un figlio, Gabriel, con suo marito Peter Coleman-Wright. La coppia si è esibita insieme in diverse produzioni: Tosca (2002, ENO e 2005, Opera Australia), The End of the Affair (2004, Houston Grand Opera), Arabella (2008, Opera Australia, Sydney Opera House e State Theatre di Melbourne), recital di concerti (2008 a Sydney con Piers Lane, nel 2012 a Melbourne), e una performance in forma semiscenica di Kiss Me, Kate al QPAC di Brisbane.

## Riconoscimenti
La Barker ha ricevuto il premio come miglior interprete femminile in un'opera agli Helpmann Awards del 2008 per il suo ruolo in Arabella e nel 2013 per Salomé.
Nel 2008 lei e suo marito hanno ricevuto lauree honoris causa dall'Università di Melbourne.